# Phân họ Trôm leo
Phân họ Trôm leo (danh pháp khoa học: Byttnerioideae) là một phân họ trong họ Cẩm quỳ (Malvaceae) theo nghĩa rộng (sensu lato), theo như đề xuất của APG. Tất cả các loài cây đặt tại đây từng có thời được tổ hợp với các chi có quan hệ họ hàng nhiều hay ít khác trong họ Trôm (Sterculiaceae) cận ngành.
Trong giới hạn của định nghĩa hiện tại, nhóm này chứa khoảng 26 chi và 650 loài, trong đó các chi đa dạng loài nhất là trôm leo (Byttneria) với khoảng 135 loài, Hermannia với khoảng 100 loài, Ayenia với khoảng 70 loài, Melochia với khoảng 55 loài, ca cao (Theobroma) với khoảng 20 loài. Chúng mọc tại vùng nhiệt đới Cựu thế giới, đặc biệt đa dạng tại Nam Mỹ.

## Các chi
Các chi trong phân họ Byttnerioideae là:
1. Tông Byttnerrieae
  - Abroma - tai mèo, bất thực
  - Ayenia
  - Byttneria - trôm leo, bích mỡ
  - Kleinhovia - tra đỏ
  - Leptonychia
  - Megatritheca
  - Rayleya
  - Scaphopetalum
2. Tông Hermannieae
  - Dicarpidium - 1 loài (Dicarpidium monoicum) ở Australia.
  - Hermannia
  - Melochia - trứng cua, tiên rừng
  - Waltheria - hoàng tiền, hoàn tiên, xà bà
3. Tông Lasiopetaleae
  - Commersonia - hu, thung gai, găng gai
  - Guichenotia
  - Hannafordia
  - Keraudrenia
  - Lasiopetalum
  - Lysiosepalum
  - Maxwellia - 1 loài (Maxwellia lepidota) ở New Caledonia.
  - Rulingia
  - Seringia
  - Thomasia
4. Tông Theobromeae
  - Glossostemon
  - Guazuma - thục địa
  - Herrania
  - Theobroma - ca cao